# Pietro Fea

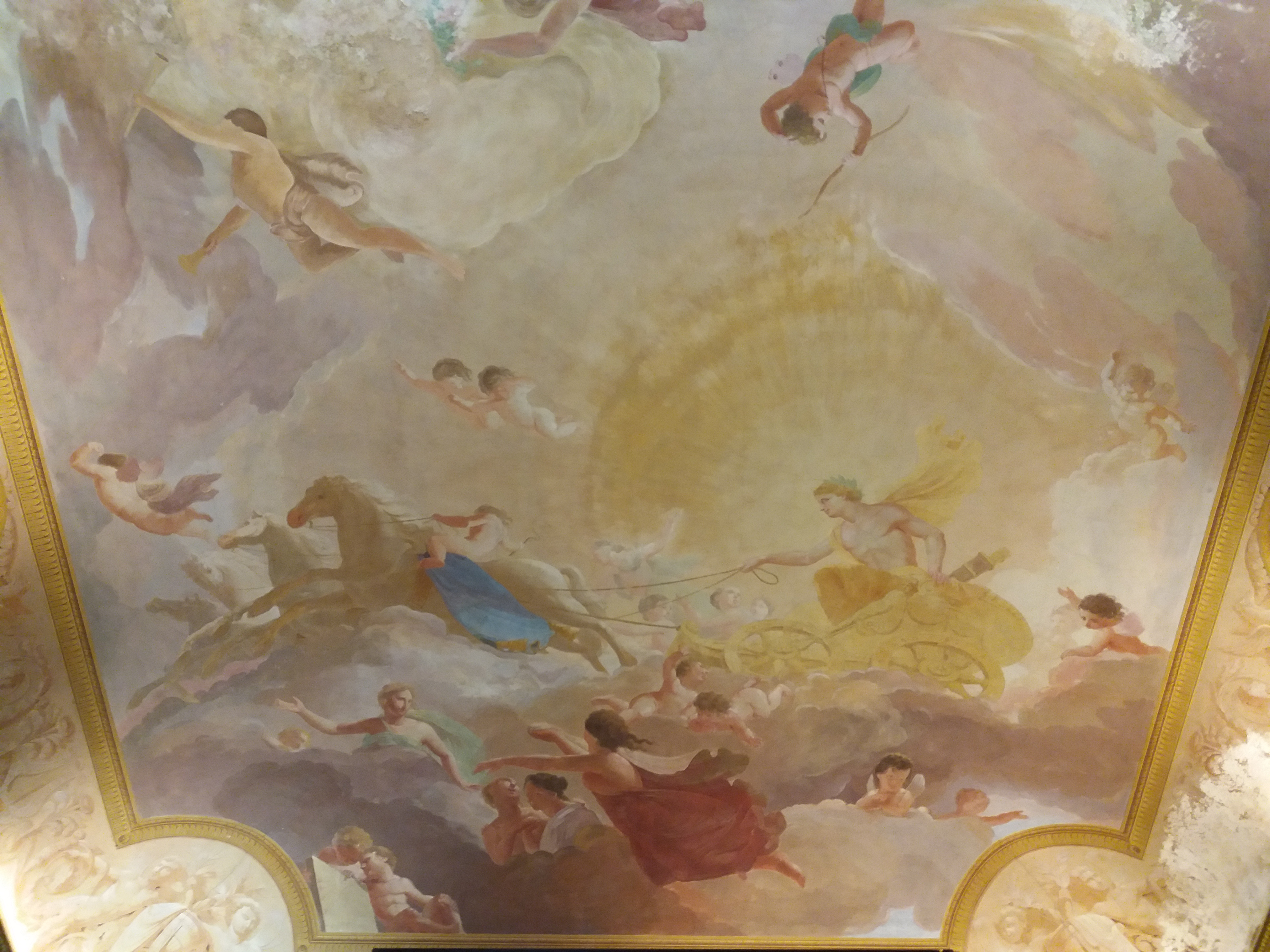
"Carro del Sole", Palazzo Doria-Tursi.

Pietro Fea (Casale Monferrato, 7 agosto 1771 – Casalborgone, 15 aprile 1842) è stato un pittore italiano.

## Biografia
Figlio dei mercanti Vincenzo e Ludovica Mazzola, il Fea rimase orfano in giovane età ed allevato da una zia che provò ad avviarlo allo studio delle lettere. Spinto dalla passione artistica il Fea scappò di casa e dopo alterne vicende entrò in contatto con la famiglia Galliari, in particolare con Giovanni, che lo volle con sé quando lavorò per il Teatro Regio di Torino. Nel capoluogo piemontese diviene allievo di Laurent Pêcheux.
Nel 1808 sposò Maddalena Cerallo, da cui ebbe nove figli, cinque maschi e quattro femmine: tra questi bisogna ricordare Paolo, che seguì le orme paterne e Leonardo. Suo nipote Leonardo, figlio di Paolo, fu esploratore e naturalista.
Suo primo incarico di prestigio fu la realizzazione, insieme ad altri artisti, di un apparato effimero per la visita a Torino di Napoleone Bonaparte del 1805. Nel secondo decennio del XIX secolo divenne apprezzato pittore di Casa Savoia. Fu al servizio dei sovrani Carlo Felice al castello di Govone e di Vittorio Emanuele I che lo volle per decorare la perduta sala da ballo del Palazzo Reale di Torino.
Nel 1825 è a Genova per decorare alcune sale di Palazzo Doria-Tursi adibite a residenza della regina Maria Teresa d'Asburgo-Este, vedova di Vittorio Emanuele I, con soggetti a carattere mitologico.
Nel 1829 è chiamato a decorare alcuni ambienti della chiesa di San Lorenzo di Torino, interventi andati perduti negli anni '60 del XX secolo. Nello stesso anno venne nominato professore di prospettiva all'Accademia Albertina dove avrà come allievo Carlo Piacenza.
Costretto a ritirarsi dall'attività a causa di una malattia, morì nel 1842.